# قلعه کهنه (کمنتو)
قلعه کهنه کمنتو مربوط به هزاره دوم تا دوران‌های تاریخی پس از اسلام است و در شهرستان سقز، بخش مرکزی، روستای کمنتو واقع شده و این اثر در تاریخ ۲۵ اسفند ۱۳۸۰ با شمارهٔ ثبت ۵۱۰۷ به‌عنوان یکی از آثار ملی ایران به ثبت رسیده است.